# Sidonie Verschueren
Sidonia Ludovica Paulina (Sidonie of Sido) Verschueren (Antwerpen, 30 juli 1906 - onbekend) was een Belgisch atlete en voetbalster. Zij nam als atlete eenmaal deel aan de Olympische Spelen en veroverde 14 Belgische titels.

## Biografie
Tussen 1923 en 1927 behaalde Verschueren vijf opeenvolgende titels in het kogelstoten. in 1925 behaalde ze ook de titel op de 83 m horden. In 1928 werd ze Belgisch kampioene op de 100 m. In 1929 kon ze wegens een schorsing deze titel niet verdedigen. Ze behaalde de volgende jaren twee opeenvolgende titels op de 100 m en drie opeenvolgende op 80 m horden. In 1931 en 1932 werd ze Belgische kampioene kogelstoten.

### Olympische Spelen
In 1928 nam Verschueren deel aan de Olympische Spelen in Amsterdam, waar ze in de finale van het hoogspringen zestiende werd. Op de 100 m werd ze uitgeschakeld in de reeksen.

### Voetbal
Verschueren was ook actief als voetbalster. In 1927 werd ze met Ghent Femina Belgisch kampioen.  Ze speelde ook voor de nationale ploeg.

### Clubs
Verschueren begon met atletiek bij Beerschot Athletic Club. Ze stapte over naar Antwerpsche Sportgilde. Later kwam ze ook uit voor Ghent Femina, waar ze ook actief was als voetbalster en voor Atalante. Ze is de oudere zus van Germaine Verschueren.

## Belgische kampioenschappen

### atletiek
| onderdeel   | jaar                                     |
| ----------- | ---------------------------------------- |
| 100 m       | 1928, 1930, 1931                         |
| 80 m horden | 1930, 1931, 1932                         |
| 83 m horden | 1925                                     |
| kogelstoten | 1923, 1924, 1925, 1926, 1927, 1931, 1932 |

### voetbal
- 1927: Belgisch kampioene met Ghent Femina.

## Persoonlijke records
| Onderdeel   | Prestatie      | Datum           | Plaats     |
| ----------- | -------------- | --------------- | ---------- |
| 80 m horden | 14,2 s (ex-NR) | 2 augustus 1931 | Schaarbeek |

## Palmares

### 100 m
- 1928:  BK AC – 13,6 s
- 1928: 4e in reeks OS in Amsterdam
- 1930:  BK AC – 13,4 s
- 1931:  BK AC – 14,0 s

### 250 m
- 1927:  BK AC

### 300 m
- 1923:  BK AC

### 80 m horden
- 1930:  BK AC – 14,2 s (NR)
- 1931:  BK AC – 14,2 s
- 1932:  BK AC – 14,4 s

### 83 m horden
- 1923:  BK AC
- 1925:  BK AC - 14,7 s
- 1926:  BK AC

### hoogspringen
- 1928: 16e OS in Amsterdam – 1,45 m
- 1930:  BK AC - 1,40 m

### verspringen
- 1923:  BK AC – 4,42 m
- 1924:  BK AC – 4,50 m
- 1928:  BK AC – 4,87 m

### discuswerpen
- 1925:  BK AC – 24,38 m
- 1927:  BK AC – 23,34 m

### kogelstoten
- 1923:  BK AC – 14,86 m (2H)
- 1924:  BK AC – 16,52 m (2H)
- 1925:  BK AC – 17,87 m (2H)(NR)
- 1926:  BK AC – 17,62 m (2H)
- 1927:  BK AC – 16,79 m (2H)
- 1928:  BK AC – 8,68 m
- 1931:  BK AC – 10,10 m
- 1932:  BK AC – 8,69 m

### speerwerpen
- 1923:  BK AC – 30,64 m (2H)
- 1926:  BK AC